# Chełm
Chełm (['xɛwm]ⓘ; en ucraniano, Холм, Jolm) es una ciudad situada en el voivodato de Lublin Polonia. Tiene una población estimada, a fines de 2022, de 57 933 habitantes.
Administrativamente la ciudad es un distrito autónomo.
Está ubicada al sureste de Lublin, al norte de Zamość y al sur de Biała Podlaska, a unos 25 km de la frontera con Ucrania. Fue la capital del voivodato homónimo hasta 1999, en que pasó a formar parte del voivodato de Lublin.

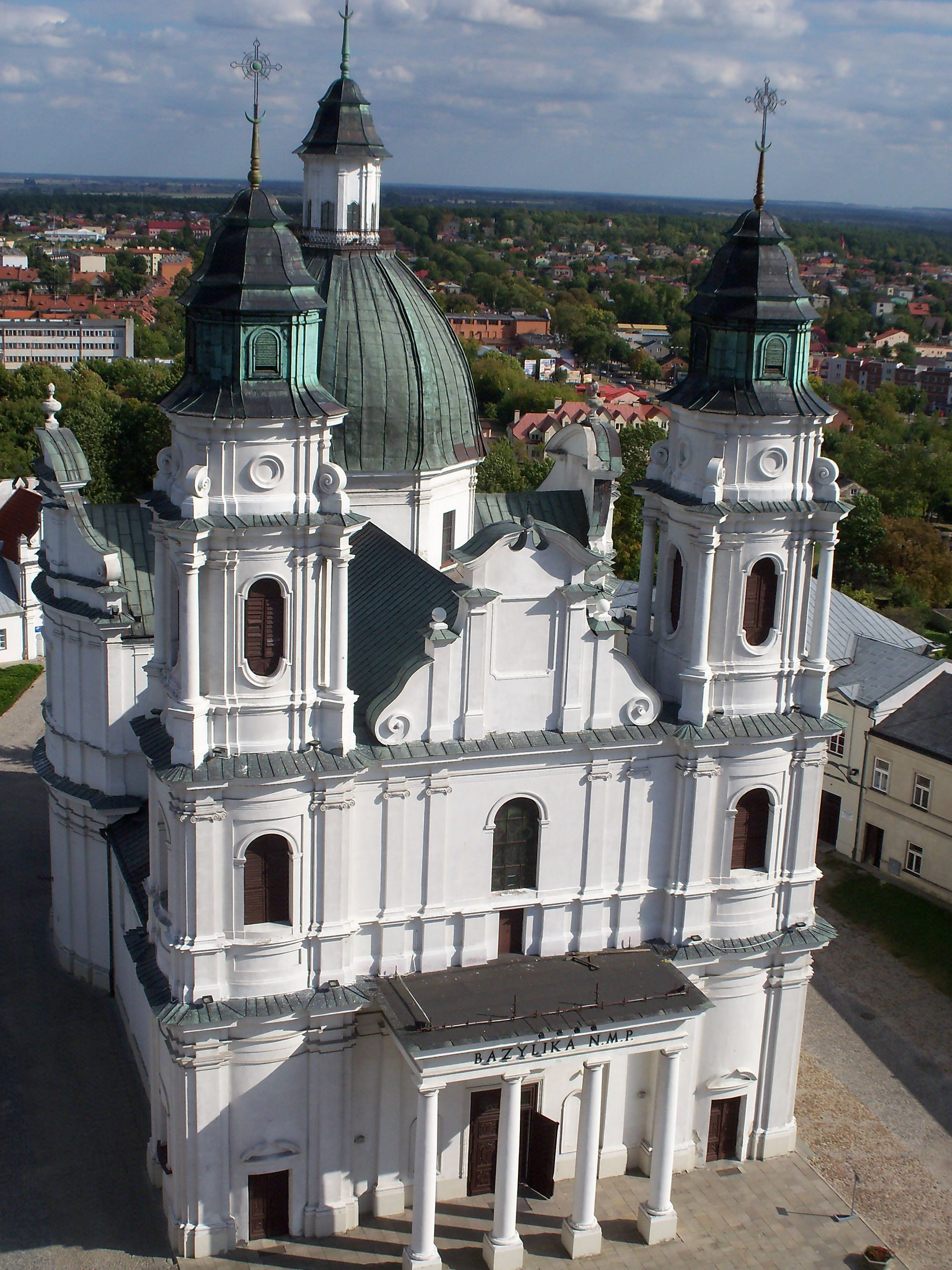
Basílica del Nacimiento de la Virgen María, patrimonio cultural de Polonia

La ciudad tiene un carácter eminentemente industrial, si bien alberga importantes monumentos históricos y atracciones turísticas.

## Historia

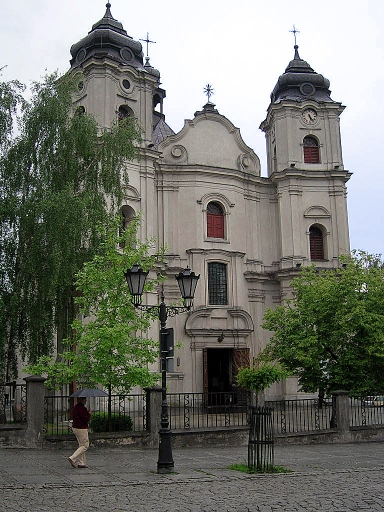
Iglesia católica de los Santos Apóstoles

Los primeros indicios de poblamiento en la zona de la actual ciudad de Chełm se remontan al siglo IX. En el siglo siguiente se erigió una ciudad fortificada, que sirvió en un principio como centro de culto pagano. La etimología del nombre no está clara, aunque muchos estudiosos lo derivan del término protoeslavo para colina. En efecto, el centro de la ciudad se encuentra sobre la cima de una colina llamada góra chełmska en la actualidad. No obstante, existen otras teorías según las cuales el nombre deriva de una raíz celta.  
En 981 la ciudad, entonces habitada por una tribu eslava, fue conquistada por la Rus de Kiev junto con los pueblos vecinos. Según una leyenda local, Vladímir el Grande construyó el primer castillo de piedra allí en 1001. Tras la conquista polaca de Kiev en 1018, la región retornó a Polonia, pero volvió bajo el dominio de Kiev en 1031.  
En 1235, Daniel Románovich de Hálych otorgó a Chełm el estatuto de ciudad y en 1241 desplazó hacia allí la capital de sus dominios. También construyó un castillo encima de la colina en 1237 y creó una diócesis ortodoxa. Hasta el siglo XIV la ciudad se desarrolló como parte de ese estado y luego como parte del Principado de Chełm y Bełz, que tuvo un breve período de vigencia. En 1366, el rey Casimiro III de Polonia conquistó la ciudad. El 14 de enero de 1392, con la Ley de Magdeburgo, a la ciudad le fue otorgada una mayor autonomía.
Durante siglos, la ciudad fue la capital de la región histórica de la tierra de Chełm, y administrativamente parte del voivodato de Rutenia, con capital en Leópolis. La ciudad prosperó en los siglos XV y XVI, y decayó en el XVIII a causa de las guerras que revolvieron la Polonia de la época. En el siglo XVIII, la situación de Polonia oriental se estabilizó y la ciudad comenzó a recuperarse de los daños sufridos durante El Diluvio y la Rebelión de Jmelnytsky, y atrajo a nuevos habitantes de todas partes de Polonia, incluyendo personas de fe católica, ortodoxa y judía. En 1794 se instaura el voivodato de Chełm. La ciudad fue saqueada de nuevo durante la batalla de Chełm, el 8 de junio de 1794, cuando las fuerzas del general Józef Zajączek fueron derrotadas por los generales rusos Valerián Zúbov y Franz Moritz Graf von Lacy. El año siguiente, a efectos de la tercera partición de Polonia, la ciudad fue anexionada a Austria.  
En 1806, durante las guerras napoleónicas y a efectos de la guerra austro-polaca, la ciudad fue anexionada al Ducado de Varsovia, aunque en 1815 el Congreso de Viena la asignó al Imperio ruso. Bajo mandato ruso, la ciudad inició un período de decadencia, puesto que los oficios administrativos y religiosos (incluido el obispado) se transfirieron a Lublin. A mediados del siglo XIX se estableció en Chełm una guarnición de soldados del ejército ruso: en esta época, los militares comprendían una parte significativa de la población de la ciudad. El período de decadencia acabó en 1866, cuando la ciudad se conectó a un nuevo ferrocarril. En 1875, las autoridades rusas disolvieron la iglesia uniata y los creyentes locales fueron forzados a convertirse al rito ortodoxo.
En 1918, a finales de la Primera Guerra Mundial, la ciudad fue devuelta a la renacida Polonia.  
Casi toda la población judía de la ciudad fue asesinada en el campo de exterminio de Sobibor durante el Holocausto.

## Deportes
- Meblotap AZS Chełm, equipo de baloncesto femenino

## Ciudadanos notables
- Myjailo Hrushevsky, historiador y estadista ucraniano.